# Liste der Legaten und Vizelegaten von Avignon
Vom Papst ernannte Legaten verwalteten und regierten seit 1433 Avignon. Ab 1542 wurden sie von einem Vizelegaten unterstützt, der ihnen insbesondere die weltlichen Regierungsaufgaben abnahm. Schließlich wurde das Legatenamt 1691 abgeschafft und der Vizelegat wurde zum alleinigen Regenten der päpstlichen Enklave Avignon.

## Legaten
- 1433–1464: Pierre de Foix
- 1464–1472: Sedisvakanz
- 1472–1476: Charles de Bourbon
- 1476–1503: Giuliano della Rovere
- 1503–1510: Georges d’Amboise
- 1510–1513: Robert de Guibé
- 1513–1541: François de Clermont-Ludève
- 1541–1565: Alessandro Farnese der Jüngere
- 1565–1585: Charles de Bourbon mit Co-Legat Georges d’Armagnac
- 1585–1590: Charles de Bourbon
- 1590–1593: Sedisvakanz
- 1593–1601: Ottavio Acquaviva d’Aragona
- 1601–1607: Cinzio Passeri Aldobrandini
- 1607–1621: Scipione Caffarelli Borghese
- 1621–1623: Ludovico Ludovisi
- 1623–1633: Francesco Barberini
- 1633–1644: Antonio Barberini
- 1644–1650: Camillo Pamphili
- 1650–1654: Camillo Astalli
- 1654–1657: Sedisvakanz
- 1657–1668: Flavio Chigi
- 1668–1670: Giacomo Rospigliosi
- 1670–1677: Paluzzo Paluzzi Altieri degli Albertoni
- 1677–1690: Alderano Cibo
- 1690–1691: Pierre Ottoboni

## Vizelegaten
- 1542–1544: Alexandre Campeggi
- 1544–1547: Antoine Trivulce
- 1547–1552: Camille Mentuato
- 1553: Théodore-Jean de Clermont-Tallard
- 1554–1559: Jacques-Marie de Sala
- 1560–1562: Alexandre Guidiccione
- 1562–1565: Laurent Lenzi
- 1565–1585: Sedisvakanz
- 1585: Guillaume Du Blanc
- 1585–1589: Dominique Grimaldi
- 1589–1592: Dominique Petrucci
- 1592: Dominique Grimaldi (2. Mal)
- 1592–1593: Silvio Savelli
- 1594–1595: Antoine Gianotti
- 1596–1599: Jean-François Bordini
- 1599–1604: Charles Conti
- 1604–1607: Pierre-François Montorio
- 1607–1609: Joseph Ferrier
- 1609–1610: François-Etienne Dulci
- 1611–1614: Filippo Filonardi
- 1614–1621: Jean-François de Bagni
- 1621–1622: Guillaume du Nozet
- 1622: Octavien Corsini
- 1623–1629: Cosme Bardi
- 1629–1634: Marius Philonardi
- 1634–1637: Jules Mazarin
- 1637–1645: Frédéric Sforza
- 1645: Bernard Pinelli
- 1645–1653: Laurent Corsi
- 1653–1654: Dominique de Marinis
- 1654–1655: Augustin Franciotti
- 1655–1659: Jean-Nicolas Conti
- 1659–1664: Gaspard de Lascaris
- 1664–1665: Alexandre Colonna
- 1665–1670: Laurent Lomellini
- 1670: Azzo Ariosto
- 1670–1671: Horace Mattei
- 1671–1672: Pierre Bargellini
- 1673: Marcel Durazzo
- 1673: Hyacinthe Libelli
- 1673–1676: Charles Anguisciola
- 1676–1677: Hyacinthe Libelli (2. Mal)
- 1677–1685: François Niccolini
- 1685–1691: Baldassare Cenci
- 1691–1692: Laurent de Fiesque
- 1692–1696: Marc Delfini
- 1696–1700: Philippe-Antoine Gualterio
- 1700: Jean-Baptiste Sicci
- 1700–1703: Antoine-François Sanvitali
- 1703–1706: Antoine Banchieri
- 1706: François-Maurice de Gonteriis
- 1706–1711: Sinibaldo Doria
- 1711–1717: Alaman Salviati
- 1717–1719: F.-M. de Gonteriis
- 1719–1731: Raniero d’Elci
- 1731: F.-M. de Gonteriis
- 1731–1739: Philippe Bondelmonti
- 1739: Marcel Crescenzi
- 1739–1744: Nicolas-Marie Lercari
- 1744–1754: Pascal Acquaviva
- 1754–1760: Paul Passionei
- 1760: François-Marie de Manzi
- 1760–1766: Gregorio Antonio Maria Salviati
- 1766–1767: François-Marie de Manzi (2. Mal)
- 1767–1768: Joseph Vincentini
- 1768–1774: Französische Besetzung
- 1774: François-Marie de Manzi (3. Mal)
- 1775–1776: Ange-Marie Durini
- 1776–1787: Jacques Filomarino della Rocca
- 1787–1790: Philippe Casoni